# Трёндешк
Трёндешк (норв. trøndersk) или трёндск (норв. trøndsk) — семейство норвежских диалектов, используемых в губернии Трёнделаг, в административном округе Нурьмёре губернии Мёре-о-Румсдал и коммуне Биндал. Диалекты имеют ряд общих черт с диалектами Эстланна и Нур-Норге. Близко родственным трёндешку также является шведский диалект емтск.

## Особенности
Трёндешк можно легко распознать по нескольким особенным языковым чертам:
- Апокопа
- Равновесие[норв.] — редукция после изначально долгого слога и её отсутствие после изначально краткого слога[3].
- Расщеплённый инфинитив[норв.] — наличие у инфинитива некоторых глаголов окончания -a (в букмоле -e) в зависимости от долготы корневой гласной у соответствующих древненорвежских глаголов[4].
- Палатализация
- Ретрофлексный одноударный (или «толстый») l
- Ударение на первый слог в заимствованных словах: bannan («банан»), hottæll («отель»)
- Использование æ в качестве субъектной формы личного местоимения первого лица единственного числа (не везде) и itj в качестве отрицательной частицы

## Вариации
Между диалектами трёндешка существуют значительные различия, проявляющиеся в разных аспектах. В деревнях говорят на более традиционных формах, чем в городах, а наибольшие различия наблюдаются между некоторыми диалектами Нур-Трёнделага и так называемым «утончённым трёндешком» (норв. fintrøndersk) — говором некоторых районов Тронхейма, подвергшимся сильному влиянию букмола. Словоизменение, особенно спряжение глаголов, может варьироваться очень сильно.
Пример различия произношения глагола å være («быть»):
- Тронхейм: å vær или å værra
- Иннхерред[5]: å vårrå

Другой пример — варианты слова gulv («пол»):
- Тронхейм: gålv, однако форма gulv также используется
- Иннхерред: gælv или gølv
- Фроста: gølv

Кроме того, значительные различия иногда наблюдаются в лексике, где традиционные диалектизмы в качестве компромисса часто заменяются на диалектное произношение слов, использующихся в букмоле:
| букмол  | новое произношение в трёндешке | традиционная форма | русский         |
| ------- | ------------------------------ | ------------------ | --------------- |
| jente   | [jeɲce]                        | [veic]             | девочка         |
| sulten  | [sʉilcn]                       | [su:piɲ]           | голодный        |
| smør    | [smør]                         | [smæ:r]            | масло           |
| dør     | [dø:r]                         | [dæ:r]             | дверь           |
| bestikk | [bestikk]                      | [haɲfeɲ]           | столовый прибор |

Разговорная форма в городе Тронхейм влияет на диалекты в таких коммунах как Оркдал, Вердал, Левангер, Намсус и Схьёрдал, а диалекты в этих поселениях, в свою очередь, оказывают влияние на диалекты сельской местности.
Пример диалекта, хорошо сохранившегося с точки зрения расстояния между ареалом говора и большими населёнными пунктами — тюдалсдиалект. В нём, помимо прочего, часто применяется датив, который находится на грани исчезновения в других диалектах. Также в качестве предлога hos («около, у») используется, как правило, me, в то время как в остальных вариантах трёндешка обычно используется åt или te. Пример:
- Тюдал: Vi like å gå i skoja oppi me ås
- Букмол: Vi liker å gå i skogen hos oss
- Русский: Мы любим ходить в лес у нас

Слово skoja является формой дательного падежа слова skojen (в букмоле skogen — «лес»).

## Ударение
Ударение чаще всего падает на первый слог, особенно в заимствованиях.
Примеры ударения на первый слог:
- hottæll (букмол: hotell — «отель»)
- ækksæmpeł (букмол: eksempel — «пример»)

## Грамматика
Краткий обзор основных положений грамматики трёндешка:

### Местоимение
| букмол   | трёндешк         | русский           |
| -------- | ---------------- | ----------------- |
| jeg      | æ, æg, eig, i, e | я                 |
| meg      | mæ, meig, me     | меня, мне, мной   |
| mitt     | mett             | моё               |
| du       | du               | ты                |
| deg      | dæ, deig, de     | тебя, тебе, тобой |
| han, ham | hañ              | он, его (в.п.)    |
| hans     | hass             | его (р.п.)        |
| det      | dé, dæ           | оно               |
| vi       | vi, åss, mi, me  | мы                |
| dere     | dåkk, dåkker     | вы (мн. ч.)       |
| de       | dæm              | они               |
| dem      | dåm              | их, им, ними      |

### Прилагательное
Прилагательное склоняется почти так же, как и в нюношке, однако с апокопой в сравнительных формах:
| прилагательное      | svart    | stor    | bra          |
| перевод на русский  | чёрный   | большой | хороший      |
| сравнительная форма | svartar  | støør   | ber, likar   |
| превосходная форма  | svartast | støsst  | bæst, likast |

### Глагол
Глаголы могут склоняться очень по-разному в разных вариантах трёндешка. В примере ниже показано традиционное склонение, использующееся в районе Иннхерред, а также более современный вариант склонения из окрестностей города Тронхейм (однако и в этих районах склонение может варьироваться):
- Глагол å være («быть»):

|           | букмол | Тронхейм    | Иннхерред |
| --------- | ------ | ----------- | --------- |
| инфинитив | være   | vær, værra  | vårrå     |
| презенс   | er     | e           | e         |
| претерит  | var    | va          | va        |
| перфект   | vært   | vært, vorre | virri     |

Также в более традиционных формах трёндешка часто может происходить чередование гласных. Это особенно хорошо видно на примере таких глаголов, как å slåss («бороться»):
|           | букмол | трёндешк | альтернативный вариант |
| --------- | ------ | -------- | ---------------------- |
| инфинитив | slåss  | sjlåss   |                        |
| презенс   | slåss  | sjless   | sjlåss                 |
| претерит  | sloss  | sjloss   |                        |
| перфект   | slåss  | sjlissi  | sjlosse                |

В примере выше можно видеть, что первый гласный в инфинитиве (å) меняется на e, o и i при спряжении глагола. Альтернативные формы презенса и перфекта чаще используются молодежью и городским населением, то есть людьми, зачастую говорящими на менее распространённых вариантах трёндешка.

### Вопросительные слова
Следующая таблица содержит различные варианты вопросительных слов в трёндешке:
| русский  | кто  | что | где                | какой, который                     | как                                      | почему, зачем                                 |
| букмол   | hvem | hva | hvor               | hvilken                            | hvordan                                  | hvorfor                                       |
| трёндешк | kæm  | ka  | hænn, kor, korhænn | kålles, kolles, koss, korsn, kossn | kålles, kolles, kåss, kårsn, kossn, koss | koffor, kafør, kåffer, kåffør, koffer, keffer |

Слова kæm, ka типичны для всего Трёнделага, kor, korsn и koffor — для Тронхейма, а hænn, kålles и kåffer — для округа Иннхерред. Часто в городском говоре Трондхейма вопросительные слова, начинающиеся на k, произносятся с v, как в Эстланне.

### Дательный падеж
Дательный падеж существовал ещё в древнескандинавском языке и даже гораздо ранее, но всё ещё сохраняется в некоторых отдельных вариантах трёндешка. Больше всего датив используется в некоторых вариантах диалекта коммуны Тюдал, особенно в речи молодёжи, а также в округе Иннхерред.
Ниже приведены примеры фраз из диалекта деревни Скатвал, где в дательном падеже до сих пор, особенно пожилыми людьми, употребляются географические названия (например, Fløom; букмол: Fløan), личные местоимения (например, hañom; стандартный трёндешк: hañ) и имена существительные. Это можно увидеть на примере следующего диалога:
- Kæm på Fløom ga du botja te? (букмол: Hvem [nede] på Fløan gav du boken til? — «Кому во Флёане ты отдал книгу?»)

Название Fløom здесь стоит в дативе из-за предшествующего предлога på. Этот и многие другие предлоги связаны с дативом.
- Æ ga a te hañom. (букмол: Jeg gav den til ham. — «Я отдал её ему.»)

Hañom здесь стоит в дативе, поскольку это косвенное дополнение.
Следующие примеры — из диалекта округа Иннхерред:
- Herre e måt åt katten/hoinna. (букмол: Dette er mat til katta/hunden. — «Это еда для кошки/собаки.»)

Слова katten/hoina стоят в дативе из-за предшествующего предлога til. В номинативе использовались бы формы katta/hoinn, как, например, в следующем предложении: Katta/hoinn e slæft ut (букмол: Katta/hunden er sluppet ut. — «Кошку/собаку выпустили [наружу].»)
- Æ ska fårrå oppi skoja fer å sjå ætti jultré. (букмол: Jeg skal dra i skogen for å se etter juletrær — «Я пойду в лес, чтобы найти ель»)

Слово skoja стоит в дативе из-за предшествующего предлога etter. В номинативе использовалась бы форма skojen, как, например, в следующем предложении: Hainn e fin nu skojen. (букмол: Nå er skogen fin. — «Нынче лес красив.»)
- Географические названия также употребляются в дативе:
  - трёндешк: Han bur i Skångn. Dæm heill te ut: ti Finnsvitjen.
  - букмол: Han bor i Skogn. De holder til i Finsvik.
  - русский: Он живёт в Скогне. Они держат путь в Финсвик.

В предложении без датива окончание -n отсутствовало бы, как, например, в предложениях Æ ska fårrå innpå skångna (букмол: Jeg skal dra til Skogn — «Я пойду в Скогн») или Henn plassn heite finnsvika (букмол: Denne plassen heter Finsvik — «Это место называется Финсвик»).
- Топонимы, оканчивающиеся на -um происходят от форм датива. Например, названия Dullum и Nossum происходят соответственно от форм дательного падежа множественного числа i dalheimane и i nesheimane.

## Фонология

### Согласные
Как и в других диалектах северной части Норвегии, звуки l и p подвергаются палатализации после краткого ударного гласного: mann [maɲ] («мужчина»), ball [baʎ] («мяч»). В некоторых случаях d и t также подвергаются палатилизации: fadder [faɟer] («крёстный отец»), fett [fec] («жир»). Диалект коммуны Лиерне не имеет палатализации, аналогично шведскому емтску. В значительной части Сёр-Трёнделага и Нурьмёре звук n в некоторых словах палатилизуется в безударном слоге: guttene [gutaɲ] («мальчики»), noen [noɲ] («кто-нибудь»).
Трёндешк, как и диалекты Эстланна, Мёре-о-Румсдал, северной Норвегии и большей части Швеции, имеет ретрофлексные согласные. Это выражается в том, что некоторые сочетания согласных с r произносятся как единый согласный: kart [kaʈ] («карта»), gæren [gæɳ] («сумасшедший»), bjørk [bjæʃk] («берёза»). Наиболее известным ретрофлексным согласным является так называемый «толстый l» ([ɭ]). Этот звук, как и другие ретрофлексные согласные, может находиться только в середине или конце слова. В трёндешке как правило древнескандинавские l и -rð перешли в «толстый l»: sol [soɭ] («солнце»), gård [gaɭ] или [goɭ] («угодье»). В юго-западных районах Сёр-Трёнделага -rð перешёл в r.
Старое сочетание -tl- в центральной части Трёнделага перешло в фрикативный l ([ɬ]). Этот звук имеет место лишь в некоторых отдельных словах: lille [liɬə] («маленький»), tatle [taɬ] («ковылять»), taslete [taɬot] («слабый»). Это редкая фонема, которая в Европе обычно встречается только в валлийском языке и в емтске, но трёндешк, таким образом, имеет целых четыре варианта произношения буквы l.
В диалекте города Рёрус s имеет уникальное звучание, возникающее за счёт того, что артикуляция происходит дальше во рту, чем обычно. В начале 2000-х годов норвежские лингвисты отмечали, что эта черта постепенно исчезает и диалект Рёруса приближается к диалекту Осло.

### Гласные
Как и в северо-норвежских диалектах, в трёндешке гласные переднего ряда i, y и e были сокращены соответственно до e, ø и æ, например в словах fesk (в букмоле fisk — «рыба»), høtt (в букмоле hytte — «коттедж, изба») и flæsk (в букмоле flesk — «свинина»).
В юго-восточной части Сёр-Трёнделага дифтонги ei, øy и au произносятся как монофтонги, например в словах stein [sten] («камень»), røyk [røk] («дым»), graut [grøt] («каша»). В северной части Мельхуса и в Бювике монофтонгизируются только ei и øy. Нечто подобное можно найти дальше на восток, в Вердалене. Монофтонгизация происходит также в диалектах центральной части Эстланна, а также в шведском и датском языках.
Некоторые изменения гласных более локализованы, например, в Схьёрдале и Мельдале, где smør («масло») стало smær и dør («дверь») стало dær.
Старый диалект коммуны Сельбу имеет носовые гласные, например в слове bygdã (в букмоле bygden — «деревня»). Эти гласные есть в тех словах, в которых окончание -n исчезло в процессе перехода от старонорвежского к современному норвежскому языку. Какое-то время в период Средневековья все норвежские и многие шведские диалекты определённо имели носовые гласные.
В мельдальском диалекте i имеет уникальное звучание.
В Намдале å часто произносится как ao, например båt [baot] («лодка»). Это явление также распространено в округе Согн, в коммуне Восс, в шведской провинции Емтланд, в Исландии и на Фарерских островах.